# Lisa Schwarzbaum
Lisa Schwarzbaum (Queens, 1952) è una critica cinematografica e critica musicale statunitense.
È stata tra i principali redattori cinematografici dell'Entertainment Weekly, con la quale cominciò a collaborare negli anni 1990 e rimanendovi fino al 2013.

## Biografia
Schwarzbaum cominciò a lavorare a Boston, scrivendo recensioni di musica classica per il The Real Paper e il The Boston Globe, cominciando poi a redigere articoli per New York Daily News The New York Times Magazine, Vogue e Redbook.
Venne poi inserita nel cast di Siskel & Ebert & the Movies, programma televisivo della CNN che divenne in seguito At the Movies with Ebert & Roeper, con il ruolo di recensore culturale, teatrale e televisivo.
La critica del Queens venne poi assunta da Entertainment Weekly negli anni 1990, per il quale si occupò delle recensioni dei film in uscita, carica che ricoprì fino al febbraio 2013. Schwarzbaum è membro del National Society of Film Critics.
È apparsa anche in For the Love of Movies: The Story of American Film Criticism del 2009, nel quale descrisse l'importanza e l'impatto di due giornaliste cinematografiche, Molly Haskell e Janet Maslin, sottolineando poi l'effetto che ebbe su di lei il film di Joseph Losey Il ragazzo dai capelli verdi.